# Selaginella steyermarkii
Selaginella steyermarkii là một loài dương xỉ trong họ Selaginellaceae. Loài này được Alston mô tả khoa học lần đầu tiên năm 1954.